# Codice 10
Il Codice 10 (in inglese: Ten Code) è la codifica numerica per le comunicazioni via radio delle principali frasi di uso comune nella comunicazione vocale tra le forze dell'ordine nei Paesi anglosassoni, principalmente del Nord-America e nella Banda cittadina (CB).
Il codice è stato sviluppato nel 1937 ed ampliato nel 1974 dalla APCO (Association of Public-Safety Communications Officials la maggiore organizzazione al mondo dedicata alle telecomunicazioni per la sicurezza pubblica).
Il Codice 10 ha la funzione di assicurare la brevità e la standardizzazione dei messaggi.

## Esempi di codice
10.0	Attenzione
10.1	Cattiva ricezione radio
10.2	Buona ricezione radio
10.3	Fine della trasmissione
10.4	Messaggio ricevuto, affermativo
10.5	Ritrasmettere/inoltrare messaggio
10.6	Occupato, contattare solo per urgenze
10.7	Fuori servizio radio
10.8	In servizio radio
10.9	Ripetere il messaggio
10.10	Rissa in corso
10.11	Problema con cane
10.12	Attesa
10.13	Condizioni meteorologiche e di traffico
10.14	Segnalazione di malintenzionati
10.15	Tumulti
10.16	Lite familiare
10.17	Incontrare il querelante
10.18	Completare il compito velocemente
10.19	Ritornare
10.20	Luogo
10.21	Telefono
10.22	Ignorare
10.23	Arrivato sul luogo
10.24	Compito completato
10.25	Incontrare una persona
10.26	Soggetto arrestato
10.27	Informazioni patente
10.28	Informazioni carta di circolazione
10.29	Controllare documenti ricercato
10.30	Uso illegale della radio
10.31	Reato in corso
10.32	Persona armata
10.33	Emergenza
10.34	Sommossa
10.35	Allarme generale
10.36	Ore
10.37	Veicolo sospetto
10.38	Fermiamo veicolo sospetto
10.39	Emergenza: lampeggiatori e sirena
10.40	Urgente: niente lampeggiatori e sirena
10.41	In servizio
10.42	Fuori servizio
10.43	Informazioni
10.44	Fine del pattugliamento
10.45	Condizioni del civile
10.46	Assistere automobilista
10.47	Riparazioni stradali d'emergenza
10.48	Riparazioni d'impianti stradali
10.49	Semaforo fuori servizio
10.50	Incidente stradale
10.51	Carro attrezzi
10.52	Ambulanza
10.53	Blocco stradale
10.54	Bestiame sulla strada
10.55	Guidatore ubriaco
10.56	Richiesta coroner
10.57	Veicolo pirata
10.58	Dirigere il traffico
10.59	Scorta
10.60	Pattuglia nei dintorni
10.61	Personale nei dintorni
10.62	Rispondere al messaggio
10.63	Verbale scritto
10.64	Trasmettere il messaggio
10.65	Assegnazione messaggio finale
10.66	Cancellazione ultimo messaggio
10.67	Ultimo messaggio sulla strada
10.68	Invio informazioni
10.69	Messaggio ricevuto
10.70	Allarme incendio
10.71	Descrizione dell'incendio
10.72	Stato dell'incendio
10.73	Segnalazione di fumo
10.74	Negativo
10.75	Contattare
10.76	In viaggio
10.77	Tempo d'arrivo
10.78	Occorre assistenza
10.79	Medico legale
10.80	Inseguimento in corso
10.81	Segnalazione di calma
10.82	Alloggio
10.83	Attraversamento scuola
10.84	Ora d'incontro
10.85	Causato ritardo
10.86	Personale in servizio
10.87	Arrestare controllati
10.88	Notificare numero di telefono
10.89	Allarme bomba
10.90	Trasportare soggetto
10.92	Veicolo in sosta vietata
10.93	Assedio
10.94	Corsa
10.95	Soggetto arrestato
10.96	Caso di pazzia
10.97	Segnale di prova
10.98	Evasione
10.99	Ricercato o rubato